# Desognaphosa dryander
Desognaphosa dryander là một loài nhện trong họ Trochanteriidae. Loài này phân bố ở Queensland.